# Phillip Alford
Phillip Alford (* 11. September 1948 in Gadsden, Alabama) ist ein ehemaliger US-amerikanischer Schauspieler.

## Leben und Karriere
Bereits als Kind spielte Phillip Alford in einem Lokaltheater von Birmingham in Alabama. Der Theaterleiter holte den Jungen zum Vorsprechen für die Rolle des Jem Finch im Film Wer die Nachtigall stört (1962), der Verfilmung von Harper Lees gleichnamigem Erfolgsroman über ein Aufwachsen in den rassistischen Südstaaten während der Great Depression. Alford wollte zunächst nicht am Vorsprechen teilnehmen, bis seine Mutter ihm versprach, dass er hierfür einen halben Tag der Schule fernbleiben könnte. Sowohl beim Vorsprechen als auch bei den anschließenden Probeaufnahmen überzeugte Alford und erhielt so die Rolle des Jem Finch an der Seite von Gregory Peck und Mary Badham in der Verfilmung. Wer die Nachtigall stört räumte zahlreiche Preise ab und avancierte zum Filmklassiker.
Nach diesem Erfolg spielte Alford noch einige Rollen im Fernsehen, beispielsweise in Die Leute von der Shiloh Ranch. Sein zweiter und letzter Film war der Western Der Mann vom großen Fluß (1965), wo man ihn in einer Nebenrolle als Filmsohn von James Stewart sehen konnte. Nach einem Auftritt im B-Movie Fairplay (1971) zog sich der damals 23-jährige Alford aus dem Filmgeschäft zurück. 
Alford folgte seinem Vater ins Baugewerbe und arbeitet als Geschäftsmann. Er ist geschieden und Vater von zwei Kindern. Er lebte lange wieder in seiner Heimatstadt Birmingham und soll heute im US-Bundesstaat Mississippi seinen Wohnsitz haben. Für seine Rolle in Wer die Nachtigall stört wurde er 1989 auf den Alabama Walk of Fame aufgenommen. Anders als Mary Badham, die Darstellerin seiner Schwester, tritt er nur selten im Zusammenhang mit dem Film öffentlich auf. 2015 wurde er für einen Dokumentarfilm über den Fernsehproduzenten Earl Hamner Jr. interviewt.

## Filmografie
- 1962: Wer die Nachtigall stört (To Kill a Mockingbird)
- 1963: The Lloyd Bridges Show (Fernsehserie, Folge 1x28)
- 1964: Walt Disneys bunte Welt (Walt Disney's Wonderful World of Color, Fernsehserie, 2 Folgen)
- 1965: Der Mann vom großen Fluß (Shenandoah)
- 1969: CBS Playhouse (Fernsehserie, Folge 3x01)
- 1970: Die Leute von der Shiloh Ranch (The Virginian, Fernsehserie, Folge 8x19)
- 1970: The Intruders (Fernsehfilm)
- 1971: Fairplay
- 1998: Fearful Symmetry (Dokumentarfilm, als er selbst)
- 2015: Earl Hamner Storyteller (Dokumentarfilm, als er selbst)